# Kumano Maru
El Kumano Maru fue un buque de desembarco con cubierta de vuelo, un precedente de los actuales buques de asalto anfibio. Fue botado y completado a principios de 1945, sobreviviendo a la guerra sin ver ninguna acción destacable.

## Construcción
Se inició su construcción en los astilleros de Hitachi en Innoshima como un carguero Tipo M. Se trataba de unos astilleros civiles, pero que también construían dragaminas y submarinos. El buque fue confiscado por el Ejército Imperial Japonés durante su construcción, recibiendo la designación de Buque de Desembarco Tipo B. Podía transportar hasta 12 lanchas de desembarco de 17 metros y otras 13 de 14 metros en sus bodegas, y desplegarlas a través de dos compuertas en la popa.
El diseño también incluía la posibilidad de transportar entre 8 y 37 aviones, dependiendo del tamaño de los mismos y el número de lanchas de desembarco a bordo. Una cubierta de vuelo de 110 x 21 metros fue instalada sobre la cubierta superior, incluyendo un ascensor. Su reducido tamaño permitía el despegue de los aparatos, pero no su apontaje, por lo que debían dirigirse a un destino en tierra tras dejar el buque. La chimenea fue desviada a estribor, descargando sus gases de modo horizontal, para mantener despejada la cubierta.

## Historial operativo
El Kumano Maru fue botado el 28 de enero de 1945, y completado el 31 de marzo. No fue empleado en ninguna ofensiva, y tras sobrevivir a las hostilidades, fue empleado como buque de repatriación hasta 1947, llevando tropas japonesas de vuelta a casa. Tras ello, fue vendido y empleado como mercante hasta que fue desguazado en 1948.